# 672
Cette page concerne l'année 672  du calendrier julien. Pour l'année 672 av. J.-C., voir 672 av. J.-C.
L'année 672 est une année bissextile qui commence un jeudi.

## Événements

### Asie
- 7 janvier[1] : début du règne du prince Ōtomo, qui se proclame empereur du Japon à la mort de Tenji.
- Juin, Japon : début de la Jinshin no ran, guerre civile de succession impériale entre Ōtomo et son oncle le prince Ō-ama[2].
- 21 août : l'empereur du Japon Ōtomo vaincu se suicide (nom posthume Kōbun)[3]. Début du règne de l'empereur Temmu.

- Début du règne de Parameshvaravarman Ier, roi des Pallava de Kanchi, en Inde (fin en 700)[4].

### Europe
- 11 avril : début du pontificat de Adéodat II ou Dieudonné II (fin en 676)[5].
- 19 septembre : élection du roi des Wisigoths d'Espagne Wamba, qui succède au roi Recceswinth. Wamba inaugure l’onction royale, fait de répandre une huile sainte sur le front d’un prince à l’instar de ce que fit Samuel pour David[6].
  - Wamba et l’archevêque Julien de Séville décident la disparition complète du judaïsme. Ils enlèvent les enfants juifs à leurs parents et les font élever d’autorité dans les couvents. Baptêmes et noms chrétiens sont imposés à tous. Julien de Séville aurait été un Juif converti, ou un fils de converti, et en tout cas connaît bien les rites juifs et l'histoire d'Israël. Il explique à Wamba la valeur du sacre, selon les rites des Rois de Juda[7].
- 24 septembre : concile de Hertford, en Angleterre. L'archevêque Théodore de Cantorbéry préside à cette première grande réunion des évêques anglais[8].

- Siège de Constantinople par les Arabes de Mu'awiyya[9]. La flotte musulmane paraît chaque année devant la ville de 672 à 677.
- Occupation temporaire de Rhodes par les musulmans (672-673)[10].

- Le duc Paul, envoyé par Wamba pour réprimer la révolte de la Septimanie se fait oindre roi à Narbonne. Le duc Loup Ier de Vasconie intervient pour le soutenir. Il ravage la région de Béziers. Le roi Wamba, alors occupé à combattre les Vascons dans l'Alava, fait passer les Pyrénées à ses troupes. Il soumet la Septimanie, capture Paul qui s'est réfugié à Nîmes et lui fait crever les yeux (673)[11].
- Le roi Childéric II fait don des sauneries de Bretagne à l’abbaye de Saint-Wandrille[12].

## Naissances en 672
- Bède le Vénérable, en Northumbrie, théologien et historien des Angles.

## Décès en 672
- 7 janvier : Tenji, empereur du Japon[1].
- 27 janvier : Vitalien, pape.
- 1er septembre[6] : Recceswinth, roi des Wisigoths d'Espagne.
- 21 août : Kôbun, empereur du Japon.